# Taguatinga (Distrito Federal)
| Região Administrativa de Taguatinga                   | |
| Vista do Centro de Taguatinga a partir do JK Shopping | |
| \| \| \| Bandeira \|                                  | |
| Hino                                                  | |
| Região Administrativa III                             | |
| Fundação: 5 de junho de 1958 (66 anos)                | |
| Lei de criação: 4545 de 10 de dezembro de 1964        | |
| Mapa de Taguatinga                                    | |
| Limites:                                              | Ceilândia, Brazlândia, Plano Piloto, Vicente Pires, Águas Claras, Riacho Fundo, Samambaia e Arniqueira |
| Distância de Brasília:                                | 21 km                                                                                                  |
| Administrador(a):                                     | Renato Andrade dos Santos                                                                              |
| Área                                                  | |
| - Total                                               | 121,34 km²                                                                                             |
| População                                             | |
| - Total                                               | 208.177 habitantes '                                                                                   |
| IDH                                                   | 0,855 alto SEPLAN/2000                                                                                 |
| Site governamental                                    | www.taguatinga.df.gov.br                                                                               |
| Bandeira de Taguatinga                                | |
| Bandeira                                              | |

Taguatinga é uma região administrativa do Distrito Federal brasileiro. Faz divisa com o Plano Piloto ao norte, Vicente Pires, Águas Claras, e Arniqueira ao leste, Riacho Fundo e Riacho Fundo II ao sul, Samambaia ao sudoeste, Ceilândia ao oeste, e Brazlândia ao noroeste.

## História

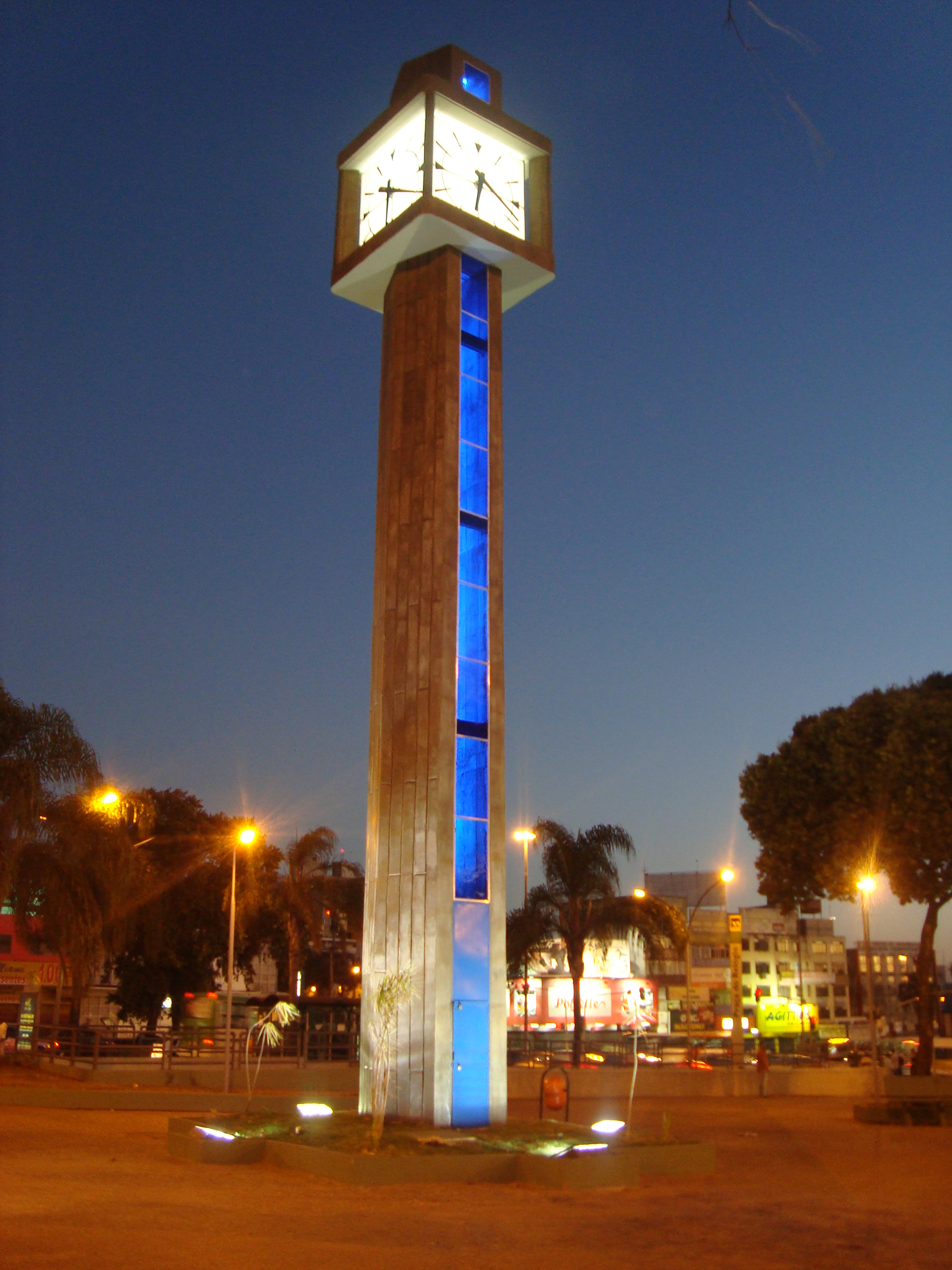
Vista parcial da Praça do Relógio, no Centro de Taguatinga.

Por volta de 1749, nas proximidades do Córrego Cortado, surgiu um pequeno povoado, formado por bandeirantes e tropeiros que buscavam estabelecer sesmarias na Capitania de Goiás. Este foi o primeiro pouso do homem branco nas futuras terras da cidade de Taguatinga, antes ocupada por indígenas do tronco linguístico macro-jê, como os acroás, os xacriabás, os xavantes, os caiapós, os javaés etc. No entanto, alguns desses aventureiros se fixaram, animados pela possibilidade de ouro e diamantes próximo ao Cortado. Às margens do mesmo córrego foi instalada a sede da Fazenda Taguatinga, de propriedade de Gabriel da Cruz Miranda. Em 1781, a Fazenda Taguatinga foi vendida a Antônio Couto de Abreu, filho do Bandeirante Urbano Couto e Menezes.
A consolidação de Taguatinga se deu bem mais tarde, quase dois séculos após esse período, gerada principalmente pelo grande contingente populacional atraído pela construção de Brasília.
Taguatinga foi fundada em 5 de junho de 1958, recebendo a condição de região administrativa, conforme a Lei 4545, de 10 de dezembro de 1964. Inicialmente, a cidade se chamava "Vila Sarah Kubitschek", mas seu nome foi alterado para "Santa Cruz de Taguatinga". Também já foi conhecida como "Nova Taguatinga" pelo fato de Taguatinga do Tocantins ser bem mais antiga (Aproximadamente cem anos mais velha), permanecendo depois como apenas Taguatinga. Não raro, é chamada pelos habitantes locais simplesmente de "Taguá".
Alguns meses depois de os primeiros moradores terem se mudado para Taguatinga, já funcionavam no local, escolas; hospitais; estabelecimentos comerciais, etc.
Taguatinga desenvolveu-se especialmente em função do comércio e dos empregos que sua população obtinha. Tornou-se um importante centro comercial dentro do Distrito Federal e polo de atração para a população das cidades próximas, abrigando shopping centers de grande porte. Taguatinga, atualmente, é uma das regiões mais ricas do Distrito Federal, sendo considerada a capital econômica do Distrito Federal. Algumas regiões administrativas que antigamente faziam parte da região administrativa de Taguatinga são: Ceilândia, Samambaia, Águas Claras e Vicente Pires.
A padroeira da cidade é Nossa Senhora do Perpétuo Socorro, cuja festa litúrgica se dá em 27 de junho.

## Etimologia
O sufixo "-tinga" significa "branco" em língua tupi. Já sobre o prefixo "ta’wa-" há bastante controvérsia.
Em um primeiro momento "ta’wa" foi traduzido como "ave", e "ta’wa’tinga" significaria "ave branca". O Centro de Ensino Médio Ave Branca (CEMAB) tem este nome por este motivo, e também por este motivo uma ave faz parte da Bandeira de Taguatinga, que foi inspirada no poema Ta’Wa’Tiga de Antonio Garcia Muralha. Com efeito, o gavião-tesoura – predominantemente branco – é muito comum na região, embora não se tenha registro de o animal ser conhecido por "Taguatinga".
Mas Taguá, uma espécie de argila amarelada ou vermelha, vem do tupi "ta’wa" (que pode ter originado também a palavra "taba", casa indígena). Assim, "ta’wa" significa "barro", e "ta’wa’tinga" significaria "barro branco" ocorrência geológica que se verifica na região, principalmente perto do Córrego Taguatinga e do Córrego Cortado.

## Geografia

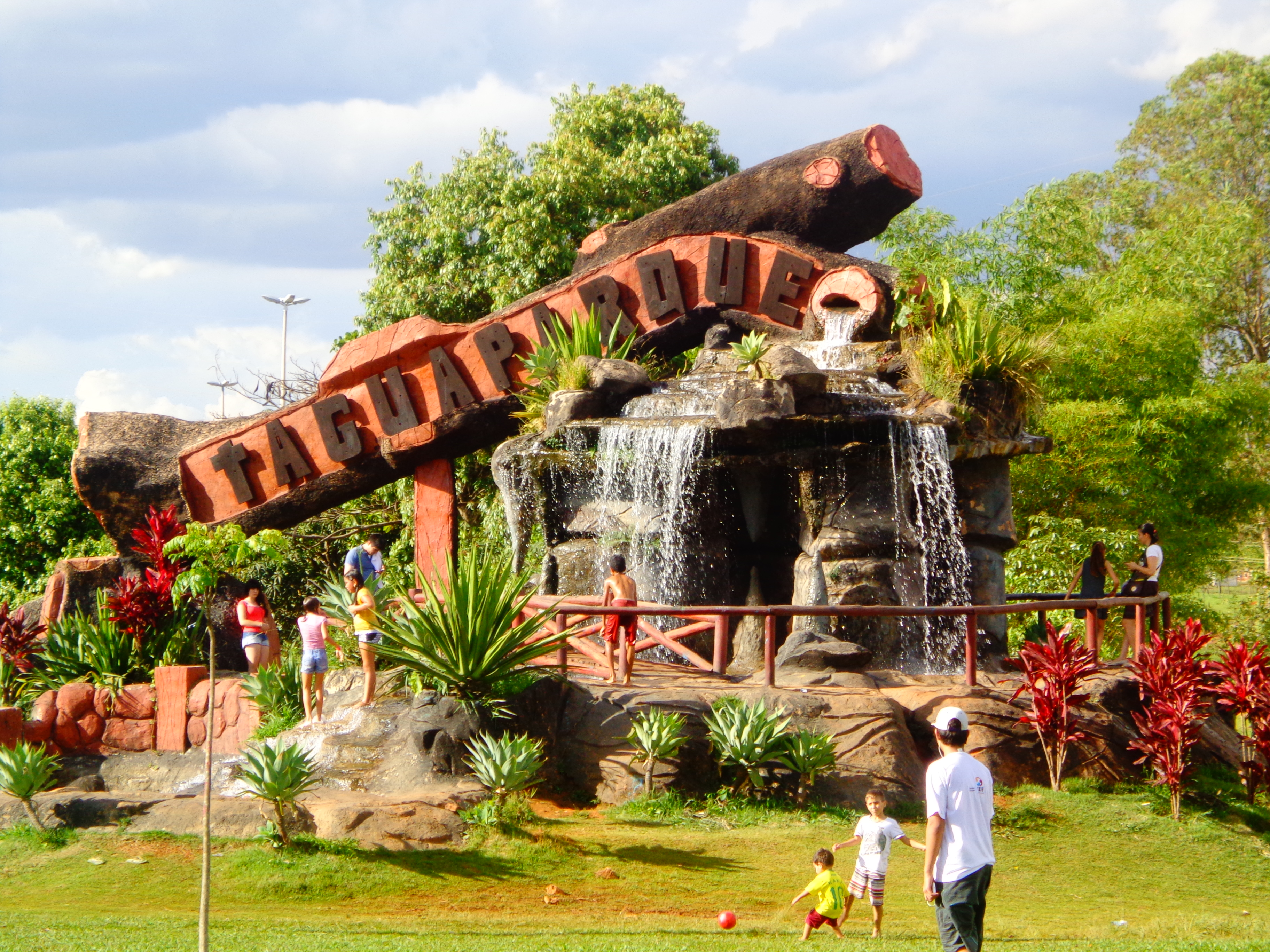
Fonte no Taguaparque

Taguatinga insere-se na porção oeste do Distrito Federal, do ponto de vista geográfico. Suas coordenadas são 15°50′00 (S), 48°03′23 (O), ficando a uma altitude de 1 200 metros acima do nível do mar, cujo relevo é em sua maior parte plano, apresentando algumas leves ondulações. A flora corresponde à predominantemente típica do domínio do cerrado. Em alguns lugares da cidade é possível observarem-se espécies de gimnospermas, como os pinheiros e também diversos tipos de árvores provenientes de outros biomas brasileiros.

### Caracterização topográfica
A compartimentação topográfica, apresentada pelo IGA/DF para a região administrativa, revela os seguintes dados: relevo plano (60%) e ondulado (40%). Formado em sua grande maioria por solos Latossolos, e ainda solos cambissolos, hidromórficos-plintossolos e solos gleis indiscriminados.

### Clima
O clima é tropical com estação seca (tipo Aw na classificação climática de Köppen-Geiger), com um verão úmido e chuvoso e um inverno seco e relativamente frio.
| Dados climatológicos para Taguatinga | Dados climatológicos para Taguatinga | Dados climatológicos para Taguatinga | Dados climatológicos para Taguatinga | Dados climatológicos para Taguatinga | Dados climatológicos para Taguatinga | Dados climatológicos para Taguatinga | Dados climatológicos para Taguatinga | Dados climatológicos para Taguatinga | Dados climatológicos para Taguatinga | Dados climatológicos para Taguatinga | Dados climatológicos para Taguatinga | Dados climatológicos para Taguatinga | Dados climatológicos para Taguatinga |
| Mês                                  | Jan                                  | Fev                                  | Mar                                  | Abr                                  | Mai                                  | Jun                                  | Jul                                  | Ago                                  | Set                                  | Out                                  | Nov                                  | Dez                                  | Ano                                  |
| ------------------------------------ | ------------------------------------ | ------------------------------------ | ------------------------------------ | ------------------------------------ | ------------------------------------ | ------------------------------------ | ------------------------------------ | ------------------------------------ | ------------------------------------ | ------------------------------------ | ------------------------------------ | ------------------------------------ | ------------------------------------ |
| Temperatura máxima média (°C)        | 26,1                                 | 26,4                                 | 26,2                                 | 25,8                                 | 25,2                                 | 24,8                                 | 25,9                                 | 27,4                                 | 27,5                                 | 26,4                                 | 25,8                                 | 26,1                                 | 26,1                                 |
| Temperatura média (°C)               | 21,3                                 | 21,5                                 | 21,2                                 | 20,4                                 | 19,2                                 | 18,5                                 | 19,5                                 | 20,9                                 | 21,9                                 | 21,5                                 | 21,2                                 | 21                                   | 20,7                                 |
| Temperatura mínima média (°C)        | 16,6                                 | 16,7                                 | 16,3                                 | 15,1                                 | 13,3                                 | 12,3                                 | 13,1                                 | 14,5                                 | 16,3                                 | 16,7                                 | 16,7                                 | 15,9                                 | 15,3                                 |
| Precipitação (mm)                    | 263                                  | 199                                  | 219                                  | 124                                  | 34                                   | 7                                    | 10                                   | 16                                   | 47                                   | 165                                  | 230                                  | 251                                  | 1 565                                |
| Fonte: Climate Data.                 |                                      |                                      |                                      |                                      |                                      |                                      |                                      |                                      |                                      |                                      |                                      |                                      |                                      |

### Vegetação
O Distrito Federal possui grande variedade de vegetação, reunindo 150 espécies. A maioria é nativa, típica do cerrado, e de porte médio, com altura de 15 a 25 m. Muitas são tombadas pelo Patrimônio Ecológico do Distrito Federal, para garantir sua preservação. Algumas das principais: pindaíba, paineira, ipê-roxo, ipê-amarelo, pau-brasil e buriti.
A preservação da vegetação no Distrito Federal é um tema recorrente, principalmente pela preocupação em conservar a flora original. O desmatamento provocado pela expansão da agricultura é um dos problemas enfrentados na região de Taguatinga e no Distrito Federal, sendo que, segundo a Unesco, desde sua criação, nos anos 1950, 57% da vegetação original do Distrito Federal não existe mais. Para colaborar com a preservação, são realizados programas de conscientização e de reformas estruturais para diminuir a degradação da vegetação e também da fauna e rios da região.

### Hidrografia
Estes são os córregos que banham a região administrativa, divididos por bacia hidrográfica:
| Bacia do Lago Paranoá      | Bacia do Rio Descoberto |
| -------------------------- | ----------------------- |
| Córrego Cabeceira do Veado | Ribeirão das Pedras     |
| Córrego Vicente Pires      | Córrego Currais         |
| Córrego Samambaia          | Córrego Cortado         |
| Córrego Águas Claras       | Córrego Taguatinga      |
| Córrego Olho D'água        | Ribeirão Taguatinga     |
| Córrego Arniqueira         | Córrego dos Currais     |
| Córrego Vereda Grande      |                         |

## Demografia
A população taguatinguense distribui-se num território cuja extensão corresponde a 121,34 km². Considerando-se as constantes perdas de território que Taguatinga sofreu nos últimos anos, o seu índice de crescimento populacional se reduziu bastante. Considerando sua área e a população atualizada da região administrativa, a densidade demográfica é de 1.828,82 hab./km².
Taguatinga possui cerca de 221 909 habitantes (PDAD 2010/2011).

## Subdivisões

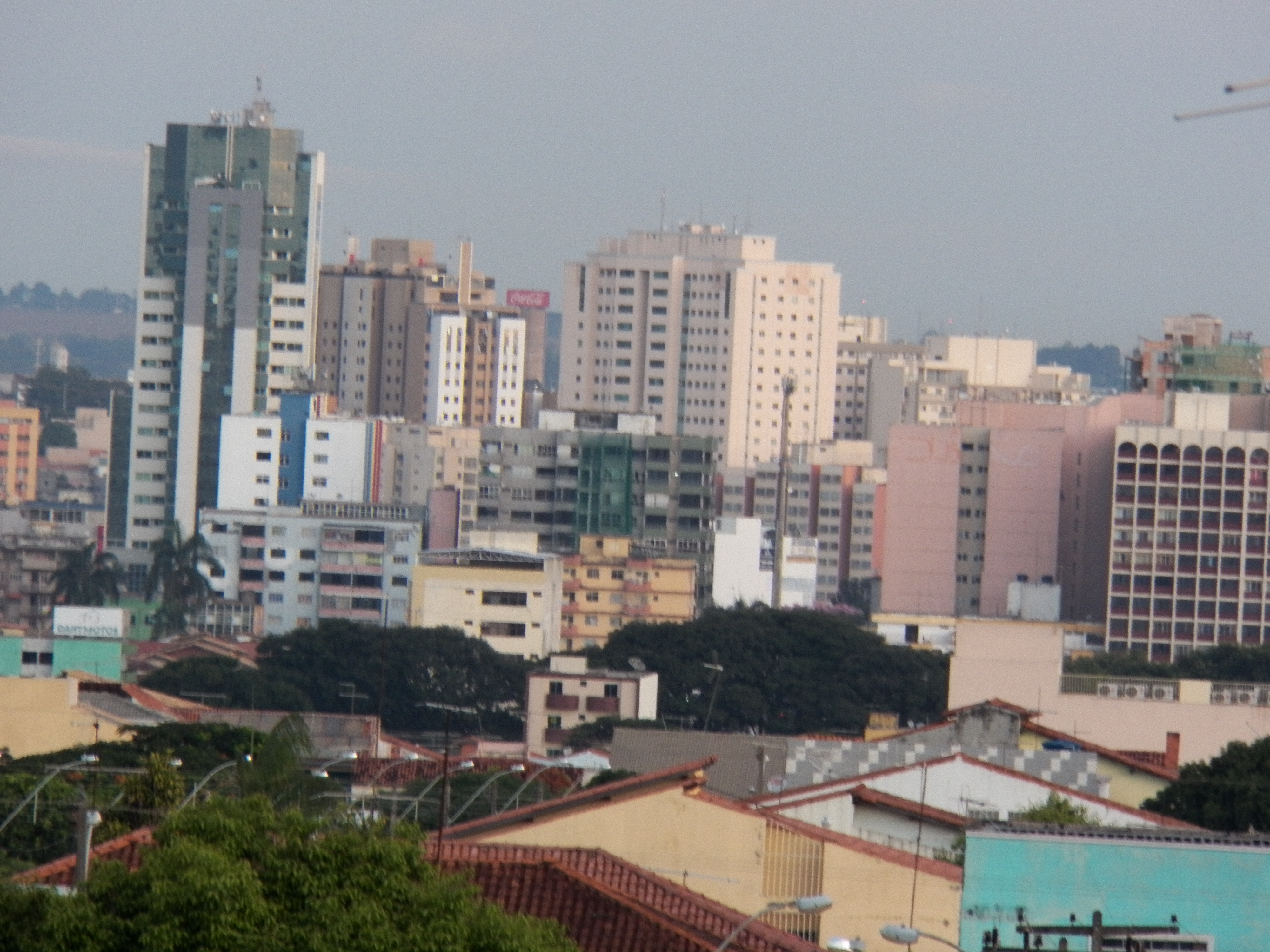
Vista de Taguatinga Norte

Taguatinga é dividida nas áreas de Taguatinga Norte, Taguatinga Sul e Taguatinga Centro, sendo formada por setores de quadras residenciais, comerciais e industriais.
Os setores são identificados por siglas, que formam o endereçamento da cidade.
Assim, em Taguatinga Norte, há os setores Quadra Norte "A", Quadra Norte "B", etc., cujas quadras são costumeiramente referenciadas pelas siglas, seguidas da numeração da quadra: QNA 2, QNB 15, QNC 8, etc. Normalmente cada quadra corresponde a uma rua.
Em Taguatinga Sul, a identificação é análoga: Quadra Sul "A", Quadra Sul "B", etc., normalmente referenciadas pelas siglas: QSA 2, QSB 10, etc. Por ser esta região menor em extensão que a Norte, o último setor de Taguatinga Sul é o QSF (há ainda o setor CSG, comercial).
As quadras comerciais de cada setor são identificadas pela letra "C" no início da sigla. Assim, temos: CNA 1, CNB 13, CSB 8, CND 2, etc.
As quadras no centro de Taguatinga são identificadas simplesmente pela letra "C". Assim, temos: C1, C2, C3, etc.
As quadras do setor industrial, em Taguatinga Norte, são identificadas como "QI" (Quadra Industrial).

## Economia

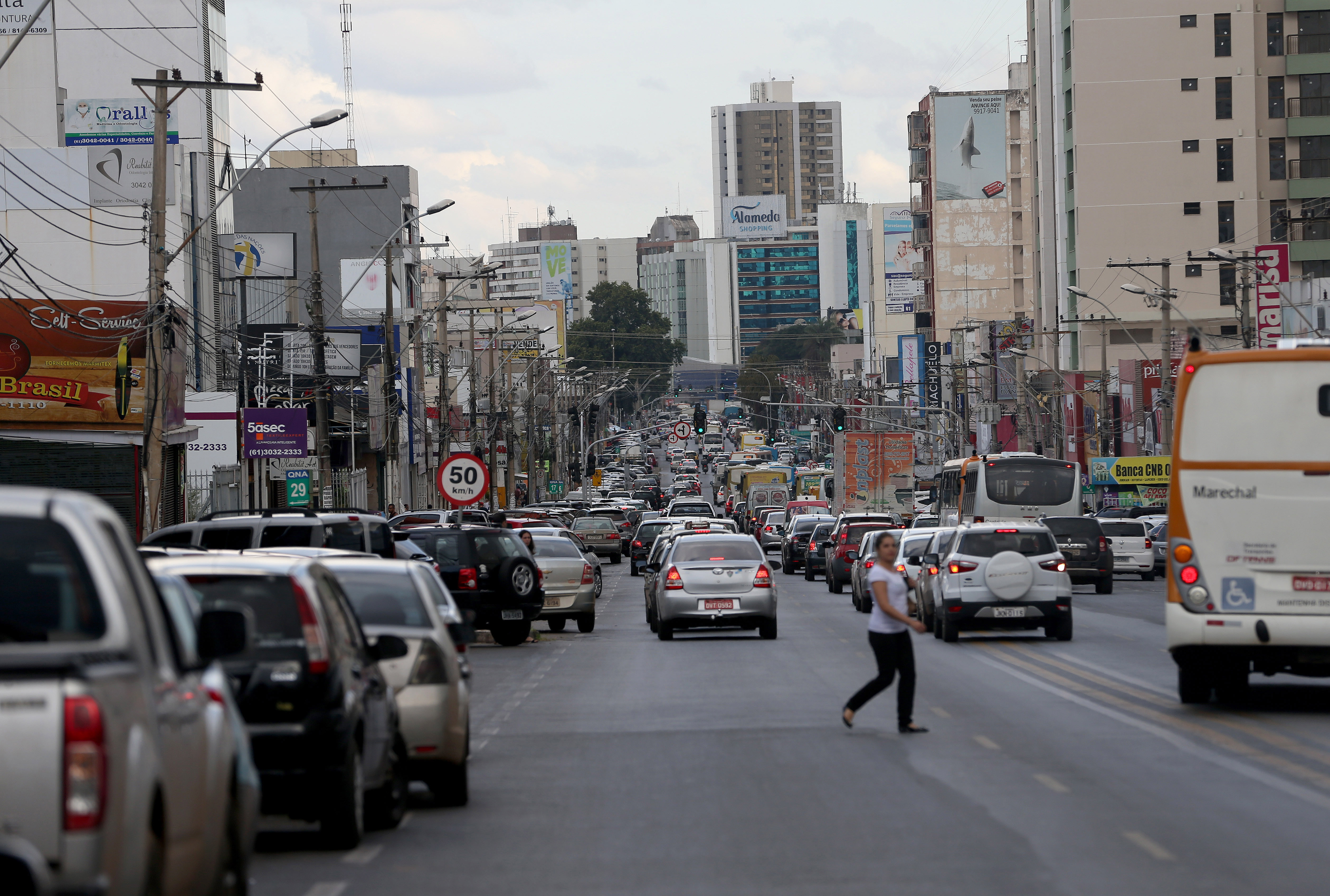
Aspecto de Taguatinga

Os principais centros comerciais da cidade são a Avenida Comercial (dividida em Norte e Sul), Avenida Central e Avenida Hélio Prates, o Alameda Shopping e o chamado Pistão Sul, onde se localizam o Taguatinga Shopping, hipermercados, uma feira de moda, um centro empresarial, diversas faculdades, uma fábrica de refrigerantes, e inúmeras revendedoras de automóveis, entre outros estabelecimentos.
Um pequeno centro de indústrias (a QI) encontra-se entre a Avenida Samdu Norte e a Avenida Hélio Prates. Há outra área industrial importante nas proximidades da BR-060.
A região conhecida como "Setor H Norte", próxima à BR-070, concentra uma grande variedade de oficinas e lojas de auto-peças. Já no setor QNL, próximo à Avenida Elmo Serejo, há um pequeno setor de indústrias gráficas (SIGT).
A cidade foi a 12ª região com lançamentos mais caros do Brasil em 2012, segundo o "Anuário do Mercado Imobiliário Brasileiro da Lopes", com oito empreendimentos, 1.192 unidades e 639 milhões de reais em "Valor Geral de Vendas". Comparativamente, o DF foi o quarto maior mercado nacional em 2012, com lançamentos que somaram um VGV de 3,3 bilhões de reais.

## Acesso e transportes

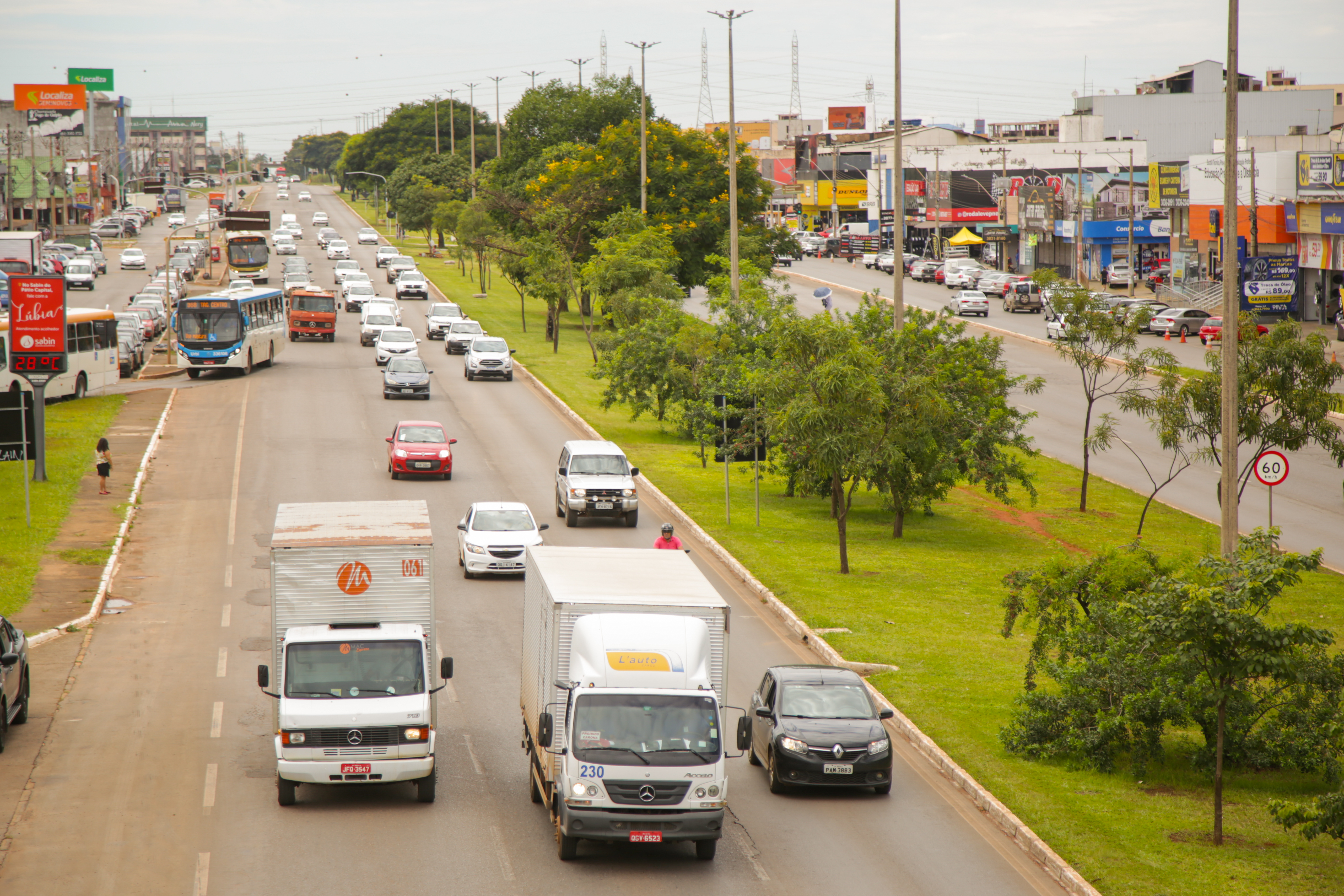
Taguatinga Sul

As chamadas "Estradas Parques" fazem a ligação rodoviária entre Taguatinga e o Plano Piloto . São três as vias de acesso:
- DF-075 (Estrada Parque Núcleo Bandeirante - EPNB);
- DF-085 (Estrada Parque Taguatinga - EPTG, ou "Linha Verde");
- DF-095 (Estrada Parque Ceilândia - EPCL, ou "Via Estrutural").

A rodovia federal BR-070, que margeia o setor norte de Taguatinga, dá acesso aos municípios goianos de Águas Lindas de Goiás e Pirenópolis.
Algumas das principais vias internas de Taguatinga são:
- Avenida Comercial (Norte e Sul);
- Avenida Samdu (Norte e Sul);
- Avenida Hélio Prates;
- Pistão (Norte e Sul), denominação local da DF-001 (Estrada Parque Contorno - EPCT);
- Avenida Central, denominação local da EPTG entre o Pistão e a Samdu;
- Avenida Elmo Serejo (que dá acesso ao Estádio Elmo Serejo Farias), denominação local da EPTG após a Samdu até o final, na P5 do P Sul.

Taguatinga é servida por três estações do Metrô do Distrito Federal:
- Estação Taguatinga Sul (Linha Laranja do Metrô);
- Estação Praça do Relógio (Linha Verde do Metrô);
- Estação Centro Metropolitano  (Linha Verde do Metrô).

Há vários terminais de ônibus urbanos, além da Rodoviária de Taguatinga, de onde partem ônibus interestaduais.
A Praça do Relógio, na região central de Taguatinga, é a área melhor servida por transporte público. O usuário pode optar por metrô, ônibus e táxi.

## Túnel Rei Pelé
O túnel Rei Pelé, inaugurado em 5 de julho de 2023, tem extensão de 1.010 metros de cada lado. O nome foi anunciado pelo então governador do Distrito Federal, Ibaneis Rocha, no dia do sepultamento do renomado astro do futebol.
Cada uma das duas vias paralelas do acesso subterrâneo tem três pistas de rolamento em ambos os sentidos. O túnel apresenta um alto nível de sofisticação, com recursos como um separador de óleo para evitar que detritos alcancem o Córrego do Cortado. Além disso, o túnel passa por baixo de outra passagem subterrânea que permite o acesso direto dos pedestres ao metrô, proporcionando maior comodidade. Também possui um conjunto de salas de controle, onde a administração de Taguatinga poderá centralizar várias operações e ações. Esses recursos adicionais tornam o túnel um projeto abrangente e eficiente, atendendo boa parte das demandas de monitoramento da região.
- Boulevard - Acima do túnel encontra-se um espaço com paisagismo e pontos de ônibus e de BRTs.